# Me Too
Me Too er et globalt internetfænomen fra 2017 og frem, hvor især kvinder har afsløret og delt seksuelle krænkelser via de sociale medier under hashtagget #MeToo (bogstaveligt også mig). Hashtagget spredte sig viralt fra oktober 2017. Bevægelsen har vakt en meget stor debat om køn og ligestilling. Selve begrebet blev første gang lanceret i 2006 af Tarana Burke, en amerikansk borgerrettighedsaktivist og advokat.
MeToo benyttes til at oplyse om eller beskylde personer for seksuel chikane eller seksuelle overgreb. Hashtagget blev populært i kølvandet på anklager om seksuelle overgreb begået af filmproduceren Harvey Weinstein.
Fænomenet #MeToo blev af det amerikanske magasin TIME udpeget til "Årets person" i 2017.
I Danmark har #MeToo-bevægelsen medført ændring på mange arbejdspladser, hvor der nu er etableret mere tydelige og konsekvente regler for at håndtere chikanerende adfærd. Som Djøfs formand bemærker: "Vi kan roligt konstatere, at befolkningen ikke har fået nok af #MeToo. Mange har fulgt med i debatten det seneste år, og jeg hæfter mig særligt ved, at et stort flertal synes, at det øgede fokus på ikke at overskride andres grænser er positivt. #Metoo-debatten har sat gang i en vigtig samtale, men nok så væsentligt også givet en øget opmærksomhed på nedarvede mønstre og vaner (...)” 
I kølvandet på den nye samtykkelov har flere personer end nogensinde før anmeldt overgreb, hvilket har bidraget til en reduktion af det skjulte omfang - eller 'mørketallet' - af overgreb. Befolkningsundersøgelsen udført af projekt Sexus i 2017-2018 viser, at 11,9% af kvinder har været udsat for et seksuelt overgreb. Blandt yngre kvinder, specifikt i aldersgruppen 25-34 år, er andelen højere med 14,8%., og ifølge tal fra Justitsministeriets seneste offerundersøgelse viser at 3,4% har været udsat for voldtægt eller forsøg herpå inden for de seneste fem år. Dette svarer til, at omkring 12.000 danske kvinder årligt udsættes for voldtægt eller voldtægtsforsøg.
#MeToo er blevet omtalt som "historisk" og et "feministisk nybrud", men også som en "heksejagt" og "folkedomstol". I en meningsmåling, som Megafon i 2021 lavede for Politiken, mente et stort flertal på ca. to tredjedele af de adspurgte, at #MeToo havde været er et vigtigt bidrag til at skabe en bedre balance og øget forståelse mellem kønnene, men hver tredje dansker savnede nuancer og trak sig, når debatten blev polariseret.
I 2021 undersøgte Sex og Samfunds unges holdning til #MeToo og samtykke. De fleste unge mener, at krænkelser, grænser og samtykke er vigtige emner at tage op i den offentlige debat i Danmark og peger på debattens store potentiale. Flere italesætter endda, at debatten har været en øjenåbner for dem. Potentialet i debatten ser de unge ved muligheden for spejling i andres historier, hvilket gør det nemmere for dem selv at genkende og italesætte uønskede eller grænseoverskridende oplevelser. Samtidig får debatten unge til at reflektere over egne handlinger, og hvordan de kan være med til at skabe gode seksuelle oplevelser med hinanden. Undersøgelsen viste dog også, at flere unge kan være utilfredse med den offentlige debat om #MeToo, som de synes nogle gange mangler nuancer og overser gråzoner.

## Skandinavien (2018)
Flere end 1100 mænd og kvinder i den danske film- og teaterbranche har i januar 2018 underskrevet et manifest under navnet #TimesUp (dansk: tiden er gået eller det er på tide), der kræver en ændret holdning mod sexisme, krænkelser og overgreb i branchen. Også i Danmarks nabolande kom flere hundrede beskyldninger frem, ikke mindst i Sverige hvor afsløringer i avisen Dagens Nyheter førte til en skandale i Det Svenske Akademi og efterfølgende en voldtægtsdom til den indflydelsesrige såkaldte kulturprofil, Jean-Claude Arnault.. I 2018 kritiserede meningsdanneren Anders Fogh Jensen offentligt me too og forsvarede en verden, “hvor praktikanten får et klap bagi”, hvilket fremkaldte mange vrede reaktioner.

## Sofie Linde starter anden bølge i Danmark (2020)
I Danmark igangsatte tv-vært Sofie Lindes tale ved ZULU Comedy Galla Showet 27. august 2020 en anden bølge af MeToo. I talen fortalte Linde om sine oplevelser i tv-branchen med manglende ligeløn mellem hende og Blachman og ikke mindst sexchikane og krænkelser på Danmarks Radio under en julefrokost 13 år tidligere, da hun lige var startet, 18 år gammel. Hvad angår Sofie Lindes løn, har programdirektør Lotte Lindegaard, der forhandlede løn med Linde, forsvaret sig med, at hun ikke lønner efter køn, men at Linde og Blachman varetog meget forskellige opgaver i X Factor.
Sofie Linde har ikke ville sætte navn på den såkaldte tv-kanon, hun har beskyldt for at komme med seksuelle trusler, da hun lige var begyndt som børne-tv-vært på DR, og efter Linde satte fokus med sin oplevelse har 701 medie kvinder henvendt sig med en støtteerklæring, senere har 50 kvinder mere meldt sig samt 7 mænd i debat om chikane og krænkelser i arbejdsmiljø.
Bølgen bidrog til at De Radikales politiske leder Morten Østergaard og Københavns overborgmester Frank Jensen trådte tilbage pga. gamle sager om seksuelle krænkelser og grænseoverskridende adfærd - i Frank Jensens tilfælde gentagne krænkelser gennem hans 30 år i politik.
Tv-stationen TV 2 igangsætte en undersøgelse af sexisme og kulturen på tv-stationen, der førte til, at de to mange-årige værtsprofiler Jens Gaardbo og Jes Dorph-Petersen blev taget af skærmen. Det, som kostede Jes Dorph-Petersen jobbet på tv 2 som vært på 'Go' aften Live', drejede sig om to sager, der medførte beskyldninger om seksuelle krænkelser og vold. En sag var fra 2001, og handlede om Dorph-Petersens forhold til en praktikant, Therese Philipsen, hvor Philipsen hævdede at han havde "lagt en hånd over hendes mund, givet hende en lussing og presset hende ned på en briks, hvor han angiveligt tiltvang sig sex med hende", hvad der i nogle medier blev omtalt som voldtægt. Dog har Jes Dorph selv og et vidne afvist beskyldningerne. Den anden sag var fra 2003. Her skulle Dorph-Petersen og en anden mandlig kollega have lagt op til sex, som kvinden afviste.
I juli 2021 stod en række kvinder frem og beskyldte politikeren Naser Khader for seksuelle krænkelser og grænseoverskridende adfærd, hændelserne som kvinderne beskriver i artikel, skulle være sket i årene fra 1999 til 2019.  I august 2021 blev Naser Khader ekskluderet fra Det Konservative Folkeparti på baggrund af beskyldningerne og en igangværende advokatundersøgelse.
I december 2021 trådte chefredaktør på B.T., Michael Dyrby øjeblikkeligt tilbage efter en lang række afsløringer om seksuelt krænkende adfærd.

## Hashtags på andre sprog
- Arabisk: أنا_كمان# (da:Ogsåmig)
- Canada, Fransk-talende områder: #MoiAussi (da: OgsåMig)
- Engelsk-talende lande: #MeToo
- Frankrig: #balanceTonPorc (da: AngivDitSvin)
- Italien: #QuellaVoltaChe (da: DenGangDa)
- Israel: גםאנחנו# (en: UsToo)
- Japan: #meToo (en: MeToo)
- Kina: #我也是 (en: MeToo)
- Spanien: #YoTambién (en: MeToo)
- Sydkorea: #나도 (en: MeToo)
- Tunesien: #EnaZeda [31]
- Vietnam: #TôiCũngVậy (en: MeToo)